# Четириоки риби
Четириоките риби (Anableps) са род животни от семейство Четириокови (Anablepidae).
Таксонът е описан за пръв път от Джовани Антонио Скополи през 1777 година.

## Видове
- Anableps anableps – Бразилска четириочка
- Anableps dowei
- Anableps microlepis